# Lissoplaga alba
Lissoplaga alba là một loài bướm đêm trong họ Geometridae.